# 第104親衛空中襲撃連隊 (ロシア空挺軍)
第104親衛空中襲撃連隊（だい104しんえいくうちゅうしゅうげきれんたい、ロシア語: 104-й гвардейский десантно-штурмовой полк) は、ロシア空挺軍の連隊。第76親衛空挺師団指揮下。

## 歴史
- 1948年9月28日～1949年1月1日：エストニアにおいて編成[3]。
- 1953年9月：ラトビアに配置[3]。
- 1977年：BMP-1を装備[3]。
- 1978年2月21日：赤旗勲章を授与[3]。
- 1979年～1989年：アフガニスタン紛争に派遣[4]。
- 1999年8月～2004年：第二次チェチェン紛争に参加。この戦いで16人がロシア連邦英雄を受賞した（内15人死後受賞）[3]。
- 2001年12月：ピョートル大帝勲章を授与される[3]。
- 2006年12月1日：連隊の正式名称が「第104赤旗親衛空中強襲連隊」となった[3]。

## 歴代連隊長
1. バタロフ・ゲオルギー・ミハイロヴィチ	（1948～1949年）
2. ペトロフ・ミハイル・ヤコブレヴィチ	（1949～1950年）
3. マツケビッチ・アレクサンダー・ニコラエヴィッチ（1950～1952 年）
4. ペトロフ・ミハイル・ヤコブレヴィチ	（1952～1957 年）
5. ハリロフ・サリク・ハリロヴィッチ	（1957～1961年）
6. クズネツォフ・ニコライ・イワノビッチ	（1961～1965 年）
7. バラノフ アレクサンダー・イワノビッチ	（1965～1968 年）
8. コリツコ・ヴィクトル・ニコラエヴィッチ　（1968～1971年）
9. コンドラチェフ・イーゴリ・フェドロヴィチ	（1971～1974年）
10. スリュサール・アルベルト・エフドキモビッチ	（1974～1976 年）
11. タブガゾフ ゲオルギー・フェドロヴィチ	（1976～1979年）
12. チジコフ ヴィクトル・ミハイロヴィチ	（1979～1982年）
13. ユラソフ・ニコライ・アレクサンドロヴィッチ　（1982～1984年）
14. ヴォロビョフ ヴィクトル・ニコラエヴィチ	（1984～1986年）
15. トカチュク・ユーリ・アレクサンドロヴィッチ	（1986～1989年）
16. ブリウス・アレクサンダー・ヴァレンティノヴィッチ　（1989～1993年）
17. トゥーリン・セルゲイ・ザギドビッチ	（1993～1997年）
18. セルデュコフ アンドレイ・ニコラエヴィチ　（1997～1998年）
19. メレンチェフ・セルゲイ・ユリエヴィチ	（1998～2000年）
20. カルディチキン アレクサンダー・ヴラドレノヴィッチ　（2000～2003年）
21. コチェトコフ・ウラジーミル・アナトリエヴィチ　（2003～2005年）
22. ルジンスキー アンドレイ・ユリエヴィチ	　（2005～2007年）
23. アナシキン・ゲンナジー・ウラジミロヴィチ　（2007年～）

（出典:）